# Bruchia hampeana
Bruchia hampeana là một loài rêu trong họ Bruchiaceae. Loài này được Müll. Hal. mô tả khoa học đầu tiên năm 1848.